# Ilich Ramírez Sánchez
Ilich Ramírez Sánchez (Michelena, Táchira, Venezuela, 12. listopada 1949. ), poznat pod nadimkom Carlos ili Šakal ili Carlos Šakal bivši je terorist, militant, plaćenik, „profesionalni revolucionar“ i playboy koji se od 1994. nalazi u Francuskoj na izdržavanju doživotne zatvorske kazne. Tijekom 1970ih i 1980ih bio je najtraženiji međunarodni bjegunac. 
Nadimak Šakal nadjenut mu je od britanskoih tabloida kad je policija kod pretrage jednog stanova u kojim je prethodno boravio među njegovim stvarima pronašla i roman Fredericka Forsytha “Operacija šakal”.
Svjetska javnost ga poznaje kao plaćenog ubojicu koji je pokušao atentat čak i na tadašnjeg francuskog predsjednika Charlesa de Gaullea i sudjelovanje kod masakra izraelskih sportaša na Olimpijadi u Münchenu 1972. i niza drugih terorističkih akcija.
U svojoj autobiografiji Carlos “Šakal” piše kako mu je jugoslavenska tajna služba SDB omogućila nesmetani boravak u Jugoslaviji.
Jugoslavija je aktivno podržavala, obučavala i davala utočište brojnim teroristima ekstremno ljevičarske orijentacije, istovremeno ih koristeći za svoje političke ciljeve diljem svijeta. To su činile i neke druge komunističke zemlje, pa su teroristi i ubojice mogli slobodno tamo nalaziti utočište do pada komunizma 1989.